# Cerebratulus spadix
Cerebratulus spadix är en djurart som tillhör fylumet slemmaskar, och som beskrevs av Heinrich Bürger 1890. Cerebratulus spadix ingår i släktet fläsknemertiner, och familjen Cerebratulidae. Inga underarter finns listade i Catalogue of Life.